# Gromada Gnaszyn Dolny
Gromada Gnaszyn Dolny war eine Verwaltungseinheit in der Volksrepublik Polen zwischen 1954 und 1957. Verwaltet wurde die Gromada vom Gromadzka Rada Narodowa, dessen Sitz sich in Gnaszyn Dolny (heute Teil von Gnaszyn-Kawodrza, einem Stadtteil von Częstochowa) befand und der aus 27 Mitgliedern bestand.

Die Gromada Gnaszyn Dolny gehörte zum Powiat Częstochowski in der Woiwodschaft Katowice (damals Stalinogród) und bestand aus der ehemaligen Gromada Gnaszyn Dolny, Gnaszyn Górny und Liska Dolna der aufgelösten Gmina Gnaszyn Dolny.

Am 1. Januar 1958 wurde das Gebiet der aufgelösten Gromada Łojki, mit Ausnahme des Dorfes Wyrazów, in die Gromada Gnaszyn Dolny eingegliedert.

Am 1. Januar 1960 wurde das Dorf Wydra ausgegliedert und in die Gromada Szarlejka eingegliedert.

Zum 31. Dezember 1961 wurde die aufgelöste Gromada Kawodrza Dolna und das Dorf Wydra, der aufgelösten Gromada Szarlejka, in die Gromada Gnaszyn Dolny eingegliedert.
Die Gromada Gnaszyn Dolny bestand bis zur Gebietsreform 1972 und wurde dann Teil der wiederbelebten Gmina Gnaszyn Dolny.